# Ільєус

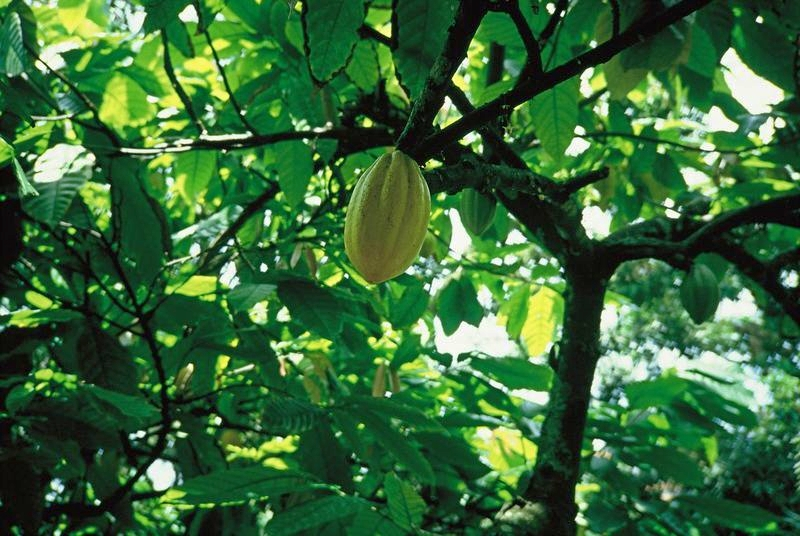
Какао

Ільєус (порт. Ilhéus) — місто в Бразилії, на південному сході штату Баїя. Входить до мезорегіону Південь штату Баїя та до економічно-статистичного мікрорегіону Ільєус-Ітабуна.
За даними перепису 2010 року в Ільєусі було 184 236 жителів. Муніципалітет охоплює 1 584,693 км². Економіка базується на сільському господарстві, туризмі та промисловості. Регіон колись був найбільшим виробником какао у світі.
Свято міста — 28 червня.

## Клімат
Як і в більшості міст на Південному узбережжі Баїя, в Ільєусі вологий тропічний клімат. За класифікацією Кеппена він відноситься до категорії Af. Середня річна кількість опадів складає 2000—2400 мм, що рівномірно розподілені протягом року, а у літній період дещо зростають. Протягом літа середня температура становить 26 °C з максимумом в середньому 29°С і мінімумом 22 °C. У зимовий період, у середньому 21°С, з середнім максимумом 26°С і не менше 18°С.

## Визначні місця

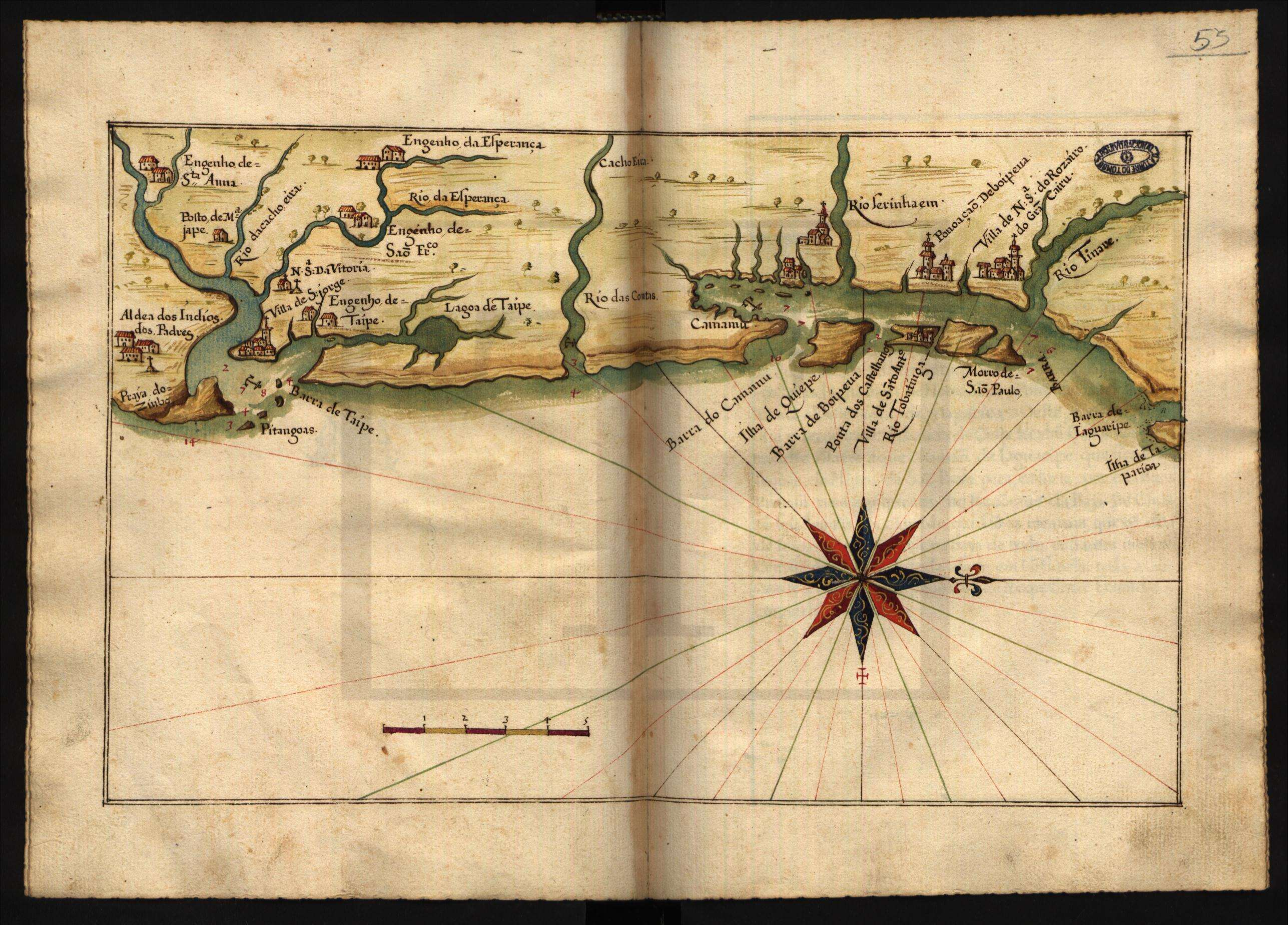
Ilhéus 1640

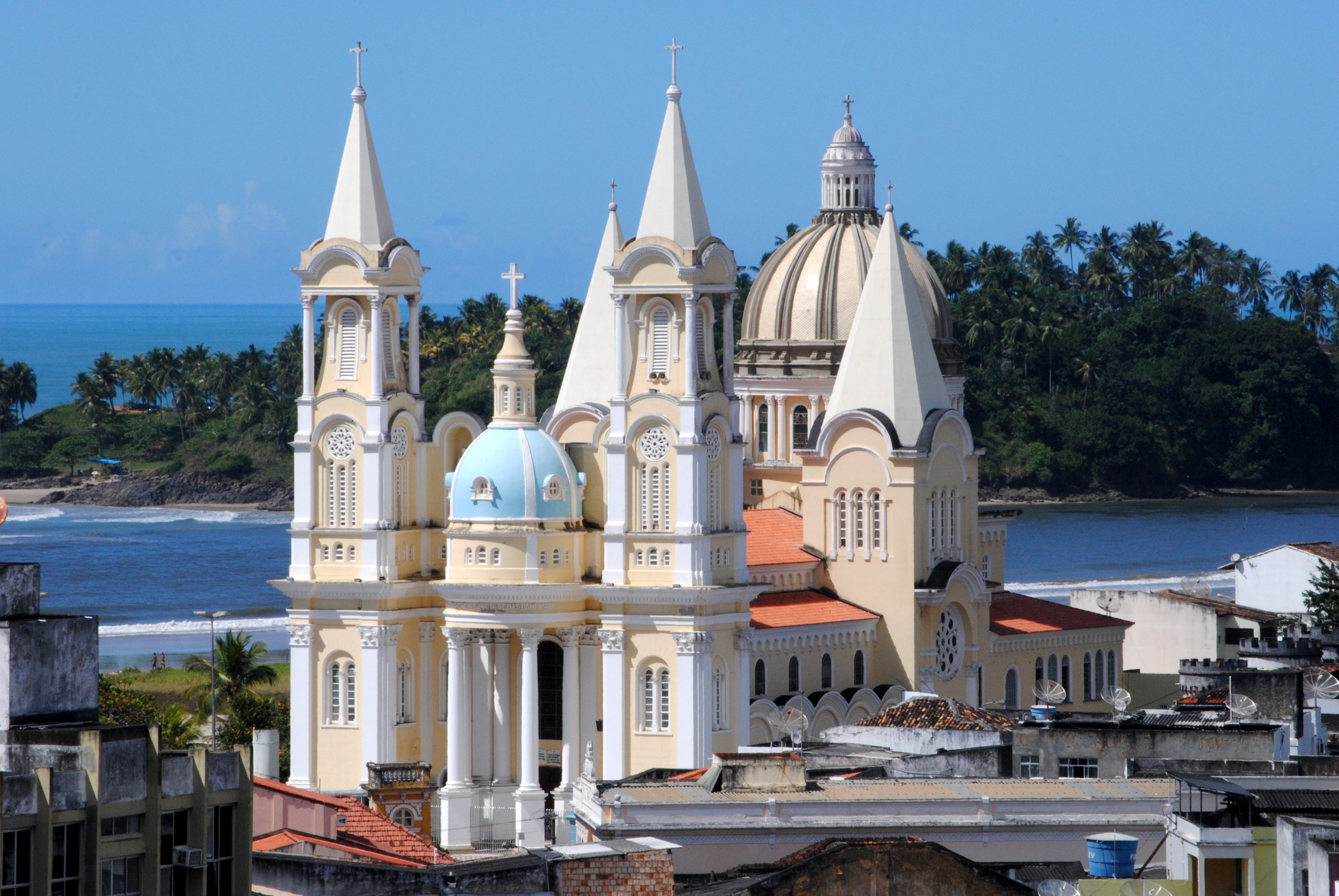
Собор Святого Себастьяна у центрі Ільеуса. 2012

### Кафедральний собор Святого Себастьяна
Будівництво собору почалося 24 травня 1931 року за проектом Соломона Сілвейри. Після освячення в 1967 році тут розмістилася римо-католицька єпархія Ільєуса, яка була створена 20 жовтня 1913 року Папою Пієм X. У соборі поховані два єпископи: дон Едуардо Гербергольд і дон Вальфредо Тепе.

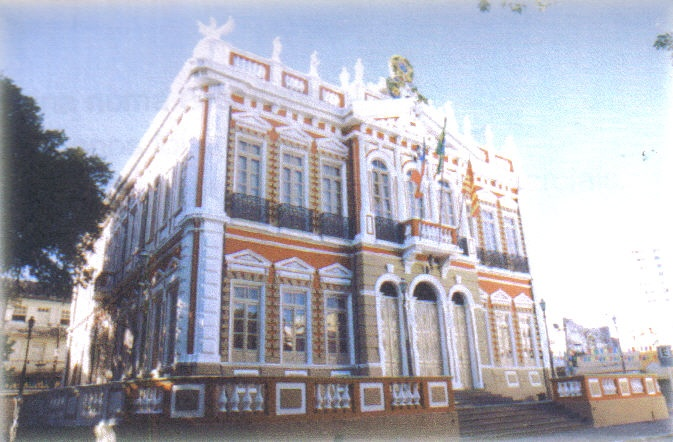
Палац Паранагуа. 2006

### Палац Паранагуа
Будівля була побудована для міської управи у 1907 році в неокласичному стилі і названа на честь президента провінції Баїя за часів Бразильської імперії — маркіза Паранагуа. У 2015 році управа переїхала до іншої будівлі, і палац став історичним музеєм міста.

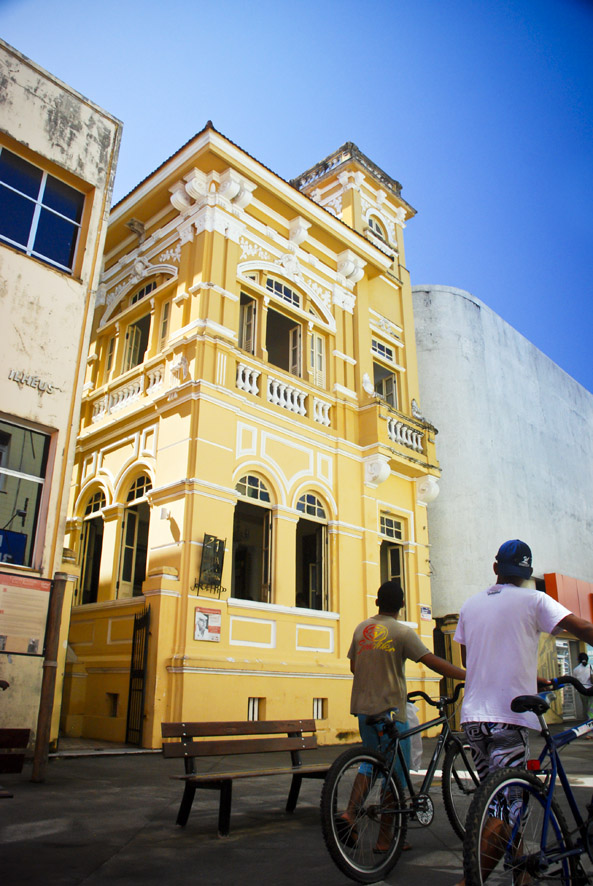
Будинок Жоржі Амаду. 2012

### Батаклан
Це старе кабаре/казино — історична будівля «Золотих років» регіону, де вирощували какао. Назва будинку віддає шану однойменному театрові з XI-го округу Парижа. Це місце також послужило джерелом натхнення для одного з найвпливовіших письменників у світі — Жоржі Амаду.

## Відомі особистості
В поселенні народився:
- Рікардо Баяно (* 1980) — боснійський футболіст.